# Rafelbuñol
Rafelbuñol (oficialmente en valenciano: Rafelbunyol) es un municipio de la Comunidad Valenciana, España y una villa de dicho municipio, capital del mismo. Se encuentran en la provincia de Valencia, en la comarca de la Huerta Norte Su término municipal incluye también la entidad de población de Els Forriols. Su población es de 9710 habitantes (INE 2024). Pertenece a la primera corona del área metropolitana de Valencia.

## Toponimia
La primera parte del topónimo proviene claramente del árabe رحل (rahal) «masía, casa». La segunda probablemente se deriva del latín balneu o balneolu («baño»); sin embargo, también podría derivar del bajo latín boneol[u] («bonito»). Otra acepción hallada para el nombre definiría el territorio como «el secano de la viña» (Rahal, «explotación rustica de secano» y «-bunyol», del árabe « bunyul», que se traduce por viña), ya que se cree que en ese momento el territorio podría no beneficiarse del riego de la Acequia de Moncada. Asimismo, otras alternativas interpretativas vendrían de la mano de Pierre Guichard, quien habla de una propiedad rural de extensión variable con murallas en algunos casos, lo que en otros territorios se denomina «muny'a o day'a»; y Joan Coromines y María Jesús Rubiera, quienes etimológicamente definen el término árabe رحل (rahal) como «lugar donde se hace una parada en el camino», «campamento», «majada» o «establo». Gaspar Juan Escolano informado por algún morisco fija la distinción entre los diferentes tipos de establecimientos rurales en la zona del Sarq al-Ándalus: «los moros al lugar de pocas casas llamaban alquería, al de muchas Beled (Balad),que quiere decir pueblo, al de una no mas (que nosotros llamamos alquería) ellos llamaban Rahal o Rafal... otros sabios en lengua aràbiga dicen que Rahal quiere decir una majada o caserío puesta en la ribera de algun río».
El origen es indeterminado, sin embargo, existen algunas referencias a un aumento del número de rahales durante los gobiernos de los eslavos Mubarak y Muzaffar, al inicio de los reinos de taifas, en el siglo XI. Durante el periodo de conquista del Sarq al-Ándalus por Jaime I estos espacios fueron entregados a las clases superiores de la conquista (caballeros, obispos, clérigos, y funcionarios del rey), las cuales recibían un rahal completo más las tierras de alrededor, lo que hace suponer que estos territorios eran fincas periurbanas de extensión modesta.
El rahal tenía una fisionomía muy característica basada en un sistema de patio central al que daban las habitaciones, la cocina, los urinarios o el acceso de la casa. También podía darse que el patio no estuviese cerrado por habitaciones sino por paredes que encerraban un huerto o un corral. Las poblaciones que surgieron a partir de un rahal lo hicieron a partir de una plaza en forma de cuadrado o rectángulo, como consecuencia de la forma característica de las parcelas musulmanas. En algunos casos, contaban con una muralla o una torre defensiva.

## Símbolos
El escudo heráldico actual del municipio surge en el año 1955 motivado por el interés del Ayuntamiento del pueblo de tener un escudo propio que los represente, para ello, aprovechando los datos históricos recopilados por el cronista del pueblo Salvador García Llopis, elaboran un escudo que represente en cierto modo un poco la historia de los señores de Rafelbunyol desde su conquista a los árabes que fundaron Rahal-Bonyol.
Si se divide el escudo en cuadrantes se puede observar que este está formado por: un primer cuadrante de cuatro palos rojos sobre fondo dorado, que corresponde al escudo de la Corona de Aragón, ya que le municipio de Rafelbunyol quedó bajo jurisdicción real hasta 1676 cuando el rey Carlos II lo donó a Manuel Eixarch i Bellvis; el segundo cuadrante está formado por el escudo de armas de Raimundo Escorna (escribano de Pedro I de Valencia), el cual está formado por un pergamino atado por el centro de color natural sobre fondo plata, se convirtió en señor del Rahal en 1279; el tercer cuadrante está formado por el escudo de armas de Gelacián de Tarba, infanzón y primer señor cristiano del Rahal tras la conquista, el cual representa cinco círculos o ruedas de carro sobre fondo liso; y el cuarto cuadrante, el cual está formado por el escudo de armas de Pedro de Eixarch i Bellvis (flor de lis en oro sobre campo rojo).
Por último, cabe destacar el resto de elementos que conforman el escudo, como es la cimera de Jaime I, a modo de recordatorio de la tarea de conquistador realizada por este rey, y los lirios de jardín a cada lado del escudo, que suelen asociarse con la fecundidad de la tierra. Además, en algunos escudos aparece en la parte inferior una cinta con las inscripciones «Rahal Bonyol», en referencia a su pasado árabe.

## Geografía
El término de Rafelbuñol está situado en la parte septentrional de la Huerta Norte. Su término municipal tiene forma de un rectángulo muy alargado, de dirección norte-oeste, sureste y acabando en su parte norte occidental en un triángulo. La Acequia Real de Moncada divide el término en dos partes. A su derecha, la Huerta (l'horta) propiamente dicha; a su izquierda el secano, actualmente transformado en regadío de motor. La superficie del término es fundamentalmente llana.
Limita con Masamagrell, Museros, Puebla de Farnals y El Puig de Santa María (en la misma comarca); y con Náquera (en la comarca del Campo de Turia).
|                         | Norte: El Puig                      |                         |
| Oeste: Náquera, Museros |                                     | Este: Puebla de Farnals |
|                         | Sur: Puebla de Farnals, Masamagrell |                         |

Tiene un clima típicamente mediterráneo.

## Historia
El primer núcleo de población del que se tiene noticias es la existencia de un poblado de la Edad del Bronce situado en Els Germanells. Los restos de este poblado se descubrieron en 1953 y se enmarca dentro de lo que se conoce como cultura del Bronce valenciano, con una cronología que gira en torno al 1800 a. C.[3] Los materiales hallados en este yacimiento son: diente de hoz y varios miles de cuentas planas discoidales de piedra negra, fragmentos de cerámica, dos cuchillos, un hacha plana, cuatro puntas de flecha, un punzón de desección cuadrada, un pincel, punzones de huesos y escasos restos constructivos, algunos de los cuales se encuentran en el MUPREVA.Ya en época romana existió un asentamiento en el llamado Blanc de Columbro. Se trata de una villa rústica donde se han encontrado abundantes fragmentos de dolia y un capitel toscamente labrado en piedra de Sagunto. En un manuscrito de Dempere (monje del monasterio del vecino pueblo de El Puig) de 1782, se hace referencia a dos hallazgos escultóricos encontrados en el término de Rafelbuñol, las cuales pasaron a conformar parte de la colección del Museo de antigüedades del Palacio Arzobispal de Valencia, el cual fue destruido durante la Guerra de Independencia y con él, gran parte de su contenido. En este manuscrito se describe una de las figuras al detalle, lo que parece indicar que al menos una de ellas podría ser una representación de Baco niño:
“En el campo yermo, que llaman de Rodrigo, cercado ya varios vestigios de los Romanos (…). Año 1781 hallan, abriendo zanja junto a esa casa (que haciendo espaldas a Murviedro mira mas al Norte) una estatua de mármol, que trajeron al Arzob., y colocaron en su Museo: y era notoriamente de Romanos según las señas que me dieron; mas no la vi (…). También año 1782 descubre una estatua de mármol Manuel Fenollosa del mismo Rafelbuñol en la casa que hizo en medio de este prado abriendo zanjas para los cimientos de ella (…) esta me la enseñó la tarde del Miércoles 5 de junio (…) y se reduce a estatua de 3 palmos desde el hombro al pie, como niño de 3 años.; desnudo del todo, menos plantas, y pies, que cubren unas sandalias, y botines hasta (…) la pantorrilla, y terminaban (?) con huella de rostro de animal; (…) la perfección de todos sus miembros, (…) es admirable. Los pies los tiene quebrados por las pantorrillas, mas el arranque de plantas permanece firme sobre su peana también de mármol, que todo se conoce haber sido de una pieza, con el león que tiene de asiento a su derecha, mirando con la boca abierta a este (…), y metida la cola entre los pies de detrás y las garras, o brazos delanteros los tiene rectos. Procuraron ver si hallarían la cabeza; mas no han podido conseguirlo; que en esto de cabezas, así aquí, como en el Puig siempre se ofreció la mayor dificultad; (…)”.
Actualmente, de estos restos solo se conservan las reproducciones realizadas por Laborde y su equipo en su obra Voyage, las cuales se conservan en el Museo Nacional de Arte de Cataluña.
El asentamiento de población sobre el que se encuentra el actual núcleo tiene su origen en la época andalusí. Escolano, erudito historiador, en el siglo XVI conoció, ya en ruinas, la casa que según la tradición fue la génesis de Rafelbuñol. La existencia de esta casa de campo (rahal en árabe), situada cerca de una corriente de agua, contribuyó al crecimiento de la población, que se convirtió en una alquería (conjunto de varios hogares) que en el año 1025 tenía más de 15 casas y unos 50 habitantes. En 1236 el rey Jaime I se encontraba en El Puig consiguió que Rafelbuñol pasara a control cristiano, prometiéndoles que no serían molestados y que les serían respetadas sus propiedades, sus costumbres y su religión. En 1237 la donó al caballero Gelacián de Tarba, como premio a la ayuda prestada, pero al marchar este caballero a Jaca, Rafelbuñol pasó a poder de la Corona hasta que en 1279, Pedro III donó la alquería a su escribano mayor, Raimundo Escorna. En 1280, Pedro III, expidió un permiso a favor de los moros habitantes de la alquería, extensivo a los hijos de estos, actualizando el documento firmado por su antecesor.
En 1289, Raimundo Escorna comenzó a levantar la primera capilla bajo la advocación de San Antonio Abad, que se adscribe a la parroquia de Masamagrell hasta que una bula pontifical de Inocencio VIII en 1491 la declara independiente. El pueblo perteneció al Real Patrimonio hasta el 25 de mayo de 1465, momento en el que fue vendido al Padre Jaime Dartés. Ya en 1609 pasó a manos de Antonio Belvís. Aunque la expulsión de los moriscos supuso un fuerte declive de la economía española y especialmente de la valenciana, la situación en Rafelbuñol, poblado principalmente por cristianos viejos no sufrió grandes cambios. Y en 1665 se establece el nuevo libro de "Ordenances i Capítuls", que son 88 capítulos según los cuales debía regirse y gobernarse el pueblo de Rafelbunyol, esto surge de una reunión entre Manuel Exarch de Bellvís, marqués de Benavites, y los oficiales municipales, los cuales se reunieron para pactar estos capítulos, que hacían referencia a los perjuicios causados por los animales en el campo, la vigilancia del término, la prohibición de juegos, daños en las cosechas, cuidado de las acequias, administración del Ayuntamiento y de algunos comercios (horno, carnicería, taberna).
En 1676 Carlos II concedió la suprema jurisdicción (civil y criminal) al marqués de Benavites a cambio de 27 820 quinzets de velló. En 1775 los diputados del común y el síndico estaban en pleito con el marqués de Bélgida por la libertad para vender algunos bienes independientemente de las tiendas que eran propiedad o regalía del señor. Y en 1797, ante la resistencia de pago de una serie de arriendos censales (correspondientes a los años 1795 y 1796) que no habían sido abonados en su día y la postura de no reconocimiento del marqués de Bélgida como señor y dueño del Lugar de Rafelbunyol por parte de la corporación municipal, Miguel Jiménez del Río (administrador general del Señor territorial) inició un pleito en nombre del señor por el cual se solicitó a la Real Audiencia del Reino de Valencia que se llevase a cabo una "Información de Testigos" a fin de clarificar el título de Señor de dicha tierra y poner fin a los problemas de los arriendos censales. Tras escuchar los autos del juicio en los que los testigos reconocían como Dueño y Señor del Lugar de Rafelbuñol, al Excelentísimo Señor Marqués de Bélgida y de Benavites y a sus antecesores, la Real Audiencia admitió el 7 de noviembre de 1797 a Don Juan de la Cruz Belvis de Moncada como Dueño y Señor del Lugar, tras lo cual siguieron las resistencias. Finalmente se optó por la renovación de la corporación municipal, la cual el 14 de enero de 1798, determinó separarse del pleito y reconoció al marqués de Bélgida como Dueño y Señor de la tierra. Así pues, el municipio quedó en manos de los Exarch i Bellvís hasta la abolición de los señoríos por decreto de 1 de julio de 1811.

## Demografía
Rafelbuñol cuenta con una población de 9710 habitantes (INE 2024).
| Gráfica de evolución demográfica de Rafelbuñol entre 1842 y 2021                                                    |
| |
| Población de derecho según los censos de población del INE Población de hecho según los censos de población del INE |

En 1510, Rafelbuñol tenía 33 vecinos (unos 150 habitantes), que habían aumentado a 43 en 1572. La expulsión de los moriscos y los problemas económicos del siglo XVII afectaron a su población y los 80 vecinos de 1609 se redujeron a 47 en 1646, y en 1730 el número aumentó escasamente hasta 82. En 1784, el pueblo de Rafelbunyol sufrió una Epidemia de Tercianas, de la cual se tiene noticia gracias a un informe del párroco, en el que se indica que el número de vecinos sanos era de 150, mientras que de enfermos eran 239 y difuntos 6, así como se achacaba la causa de la epidemia a las "Aguas y Arrozes". En 1787 el pueblo concentraba unas 916 personas y en 1910 eran ya 1949. En 1885 Rafelbuñol sufrió un episodio de peste («Cólera Morbo» procedente de Orán) que diezmó la población con unas 78 defunciones, a las que se le unieron ese mismo año las naturales alcanzando una cifra de hasta 136 muertes. Hasta 1970, la población creció de una forma constante: en 1940, se sobrepasaban los 2600 habitantes, los 3200 en 1960, los 4300 en 1970 (momento en el que la inmigración alcanza un máximo histórico en esta población, con inmigrantes procedentes fundamentalmente del sur de España) y en 2003, más de 6000 habitantes. Su población censada en 2009 era de 8067 habitantes (INE), y en 2017, era de 8870 habitantes.[2]

## Transporte y comunicaciones

### Por carretera
El término de Rafelbuñol está atravesado por la A-7, en su tramo entre Valencia y Puzol. A través de la Puebla de Farnals se enlaza fácilmente con la CV-300.[11]

### En autobús
Las líneas de autobús en este municipio son gestionadas bajo la marca comercial de MetroBús (autobuses amarillos), de la Generalidad Valenciana. Prestan servicio las siguientes líneas:
| Línea | Recorrido                                                                | Operador |
| ----- | ------------------------------------------------------------------------ | -------- |
| 110   | Alboraya - Hospital de Sagunto                                           | AVSA     |
| 111   | Valencia - Almácera - Puerto de Sagunto                                  | AVSA     |
| 112C  | Valencia - El Puig (hasta Rafelbuñol)                                    | AVSA     |
| 114B  | Valencia - Masamagrel - Rafelbuñol - Puzol - Sagunto - Puerto de Sagunto | AVSA     |
| 117N  | Nocturno Puzol - Rafelbuñol                                              | AVSA     |
| 119N  | Nocturno Valencia - Puzol                                                | AVSA     |

### Metro
Es cabecera de la línea 3 de Metrovalencia, con la parada llamada Rafelbunyol, la cual fue inaugurada en 1893 para conectar con la capital, el servicio en 1975 mostraba un volumen de pasajeros de 6 114 796. En la actualidad la línea 3 es la que más pasajeros traslada, con unas cifras de 17.121.597 pasajeros en 2024.

## Economía

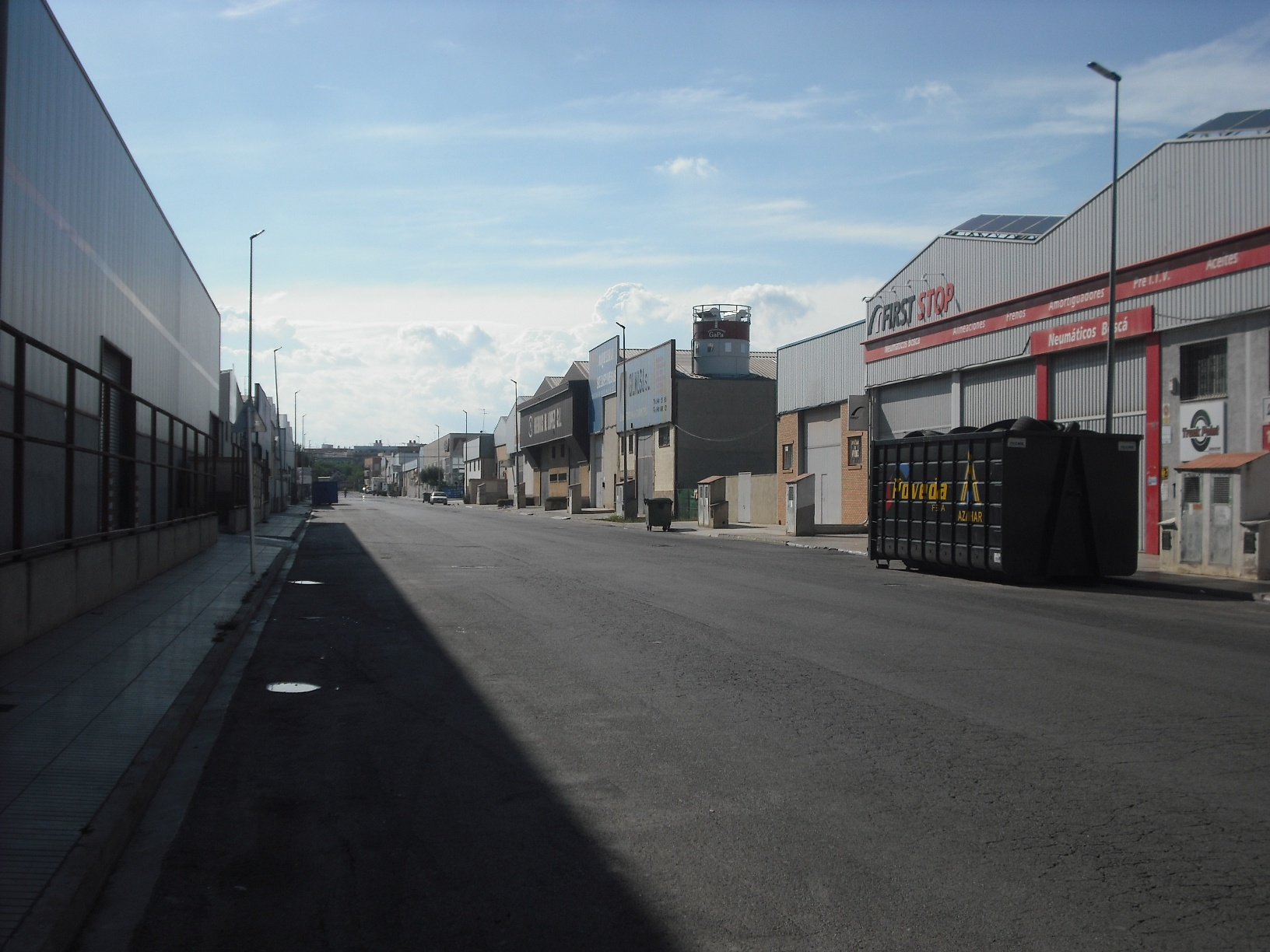
Calle Roll del Colomer, en el polígono industrial situado entre Rafelbuñol y Puebla de Farnals

El municipio está enmarcado en una comarca históricamente agrícola.Originariamente la mayor parte del término municipal era tierra de secano a excepción de una zona situada al sudeste de la población, regada por las aguas de la Acequia Real de Moncada. En la actualidad, la explotación de las aguas subterráneas mediante los trece pozos de riego existentes y la aplicación de las técnicas de riego heredadas de los árabes, ha hecho que cambie la fisonomía agraria del municipio. Del cultivo de la vid, el algarrobo o el olivo, y en algunos momentos la hoja de morera, se ha ido pasando a un cultivo de cítricos (274 ha), principalmente naranjos, y, en menor proporción, hortalizas (5 ha) y frutales (2 ha), con lo que se ha ganado terreno al secano hasta quedar reducido a una proporción de terreno prácticamente insignificante, situada en el norte del término municipal. Pese a su importancia histórica, según el censo de Floridablanca de 1787 en el que el 89,71 % de la población se dedicaba al sector primario, este sector ocupaba en 2003 sólo al 6 % de la población activa. En 2011 la superficie total agrícola se reducía a 208,72 ha.
En los años 50 predominaba el policultivo extensivo con: frutales en l'hort, hortalizas en l'horta y arroz en la marjal, sin embargo, en los años 60 se pone fin al gran ciclo social-agrario, lo que supone la devaluación social y real de la propiedad de la tierra, la agricultura a tiempo parcial, la especulación sobre el suelo con fines no-agrarios... Todo ello dio paso a que en la segunda mitad del siglo XX se produjesen los primeros intentos industrializadores, así a partir de 1986 se establece en el término municipal un núcleo relativamente importante de industrias. La industria, que ocupaba en 2003 al 24 % de la población, está muy diversificada: alimentación, prefabricados de hormigón, textiles, productos de belleza, talleres de estructura metálica, etc. Este desarrollo se debe a las Normas Subdisiarias que, aprobadas en 1989, establecían 46 ha para la actividad industrial. El 14,4 % de la población se ocupa en la construcción y la gran mayoría (el 55,3 %), en el sector servicios.

## Administración y política
El Pleno del Ayuntamiento está formado por 13 regidores: 6 del Partido Socialista, 4 del Partido Popular, 2 de Compromís y 1 de Vox.
| Elecciones municipales del 28 de mayo de 2023 - Rafelbunyol |                                         |       |           |           |
| Candidatura | Cabeza de lista                         | Votos | Votos     | Regidores |
| Partido Socialista del País Valencià-PSOE | Francisco Alberto López López           | 1595  | 32,55 %   | 5 (+2)    |
| Partido Popular de la Comunidad Valenciana | Miguel Saborit Arribas                  | 1193  | 24,35 %   | 3 (-3)    |
| Compromís per Rafelbunyol | Enric Carbonell Ros                     | 940   | 19,18 %   | 3 (+1)    |
| Independents de Rafelbunyol (IdRa) | Víctor Encarnación Furió                | 920   | 18,78 %   | 2 (0)     |
| Renovación Política Avant (Avant) | Alfonso Fabián Grande Dámaso            | 136   | 2,78 %    | 0         |
| Votos en blanco |                                         | 116   | 2,37 %    |           |
| Total votos válidos y regidores | Total votos válidos y regidores         | 4900  | 100 %     | 13        |
| Votos nulos | Votos nulos                             | 152   | 3,01 %**  |           |
| Participación (votos válidos más nulos) | Participación (votos válidos más nulos) | 5052  | 75,47 %** |           |
| Abstención | Abstención                              | 1642* | 24,53 %** |           |
| Total censo electoral | Total censo electoral                   | 6694* | 100 %**   |           |
| Alcalde: Francisco Alberto López López (PSPV-PSOE) (13/06/2015) Por ser la lista más votada, después de no haber obtenido mayoría absoluta de regidores (5 de PSPV) |                                         |       |           |           |
| Fuentes: Ministerio del Interior. Junta Electoral de la Zona de Sagunto. Periódico Ara. (* No son votos sino electores. ** Porcentaje respecto al censo electoral.) |                                         |       |           |           |

| Periodo   | Nombre                        | Partido   |
| --------- | ----------------------------- | --------- |
| 1979-1983 | José Lluch Vicente            | UCD       |
| 1983-1987 | Jaime García García           | AIR       |
| 1987-1991 | Jaime García García           | AP        |
| 1991-1995 | Jaime García García           | PP        |
| 1995-1999 | Jaime García García           | PP        |
| 1999-2003 | Jaime García García           | PP        |
| 2003-2007 | Jaime García García           | PP        |
| 2007-2011 | Jaime García García           | PP        |
| 2011-2015 | Jaime García García           | PP        |
| 2015-2019 | Francisco Alberto López López | PSPV-PSOE |
| 2019-2023 | Francisco Alberto López López | PSPV-PSOE |
| 2023-act. | Francisco Alberto López López | PSPV-PSOE |

En la XII legislatura, la corporación municipal está compuesta de la siguiente forma:
| Corporación municipal | Corporación municipal | Corporación municipal         |
| --- | --------------------- | ----------------------------- |
| Partidos políticos |                       | PSPV-PSOE                     |
| Partidos políticos | Compromís             |                               |
| Cargo | Titular               | Titular                       |
| Alcalde |                       | Francisco Alberto López López |
| Agenda 2030, Proyectos Europeos, Smart City y Modernización de la Administración, Fiestas y Tradiciones, Recursos Humanos y Régimen Interno |                       | Francisco Alberto López López |
| Igualdad y diversidad, Cultura, Patrimonio, Memoria Democrática, Seguridad ciudadana y protección civil                                     |                       | Alicia Piquer Sancho          |
| Bienestar Social, Personas mayores, Hermanamiento, Limpieza viaria y de edificios públicos                                                  |                       | Antonia Romero Soria          |
| Hacienda, Deportes, Sanidad y Salud Pública, Solidaridad y Cooperación                                                                      |                       | Rosa Azor Lozano              |
| Servicios Urbanos, Obras Públicas, Parques y Jardines, Mantenimiento de Edificios Públicos, Ciclo Integral del Agua                         |                       | Santiago Bellver Furió        |
| Ocupación, promoción económica, Comercio y industria, Gobierno abierto                                                                      |                       | Sandra Arnedo García          |
| Educación, Juventud, Infancia y Adolescencia                                                                                                |                       | Alfons Lucas Domènech         |
| Desarrollo urbano sostenible, Transición energética y cambio climático, Movilidad, Agricultura y Mercado                                    |                       | Mario Carrera Navarro         |

## Cultura

### Patrimonio

#### Arquitectura

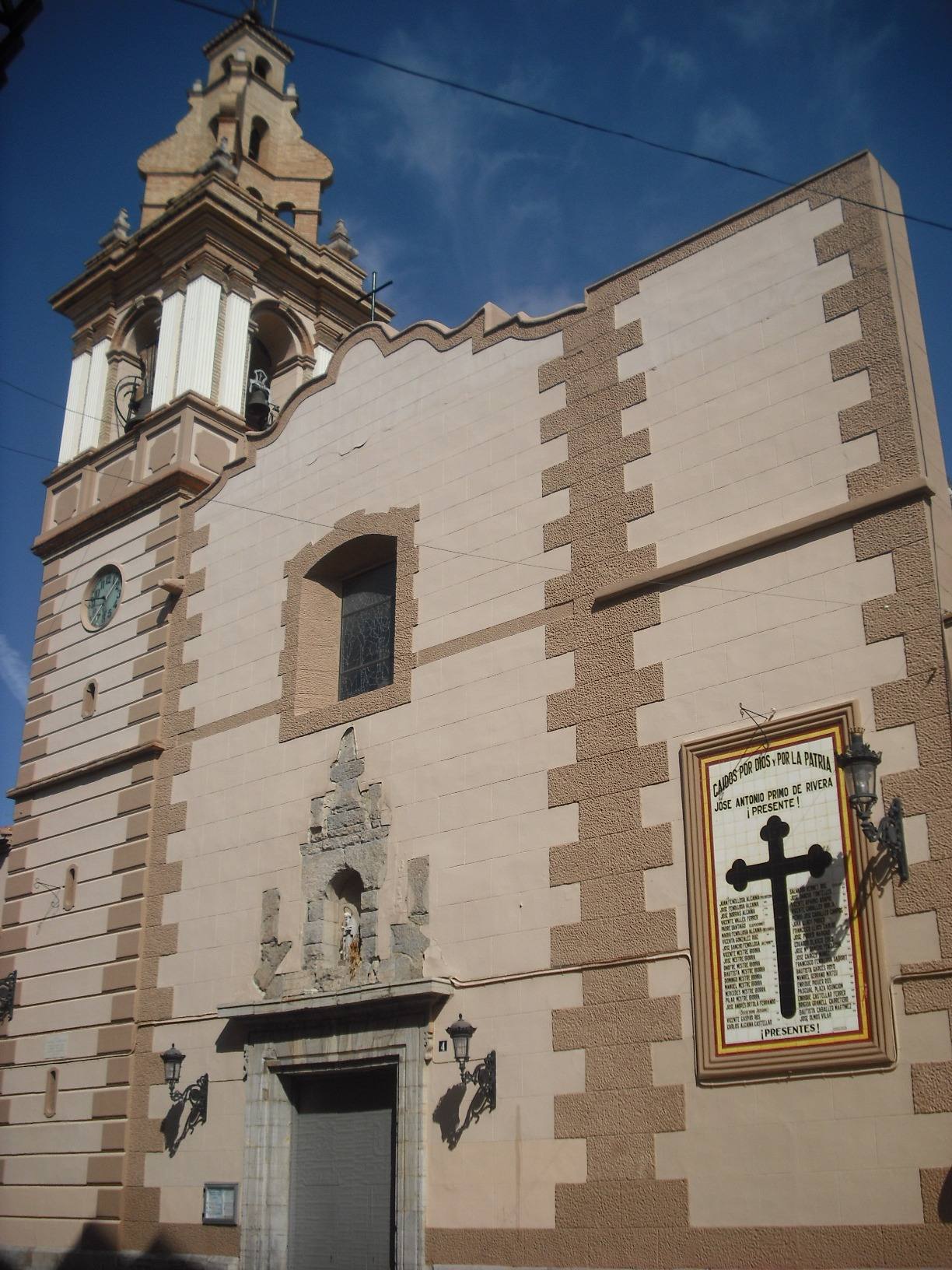
Iglesia de San Antonio Abad

- Iglesia de San Antonio Abad: El primer dato que se tiene sobre la fundación procede de un pleito entre el Real Patrimonio y la parroquia de Rafebunyol el 18 de mayo de 1636, en este se dice:...y es que la fundación y dotación de dicho Beneficio, consta por escritura ante Ramón o Raimundo Estorna, escribano, Nonaas Octobris de anno Nativitte Domini MCCLXXXV, vaxo la invocación de San Antonio de Viannes. Raimundo Escorna, señor de Rafelbuñol en el siglo XIII, en escritura de 1289 manda edificar la iglesia y altar en honor a San Antonio de Vianesco, y nombra cura al padre Raimundo Granell (vicario general), el cual debía administrar los sacramentos y celebrar las misas y oficios divinos. Además, Raimundo Estorna cedió una parcela para la construcción de una casa para el cura, el propio edificio del templo y algunas tierras para el sostenimiento del mismo. El 25 de noviembre de 1491, don Pedro de Exarch, señor de Rafelbuñol, instó al Papa Inocencio VII para que generase una Bula que le concediese la independencia parroquial a Rafelbunyol, hasta el momento adscrito a la parroquia de Massamagrell. Así pues, el 1 de marzo de 1492 se celebró un acto solemne al hilo de la erección parroquial, al que acudieron los Comisarios Apostólicos don Juan Honorato Roig y don Miguel, canónigo de la Catedral de Valencia. El 15 de mayo de ese mismo año se denominó a Juan García párroco de Rafelbunyol. El primer templo se construyó en 1289 y era apodado "la Barraqueta".[26] Ésta estaba configurada por una sola nave rematada con tejado moruno cuyo peso lo sostenían cuatro arcos de diafragma. El primero de los arcos se abría hacia la entrada principal y estaba adornado con ornamentos piramidales y por el Tau o cruz de San Antonio. La iglesia actual data de 1750. Se trata de una construcción formada por una nave central en forma de cruz latina, capillas laterales comunicadas por arcos amplios, el crucero notablemente remarcado mediante una cúpula o media naranja octogonal iluminada cenitalmente, lo que le confiere una mayor luminosidad. La cúpula, en su parte externa, se encuentra decorada con el clásico ladrillo azul valenciano. El campanario, realizado en 1705, está formado por una torre rematada por un cuerpo de campanas y la linterna y fue restaurado en 1983, este además es de base cuadrada, con tres cuerpos de obra y un remate de ladrillo macizo que, construido ya en el siglo XX, rememora el remate barroco de los campanarios valencianos codificados por los arquitectos-constructores como José Mínguez. Tiene, en la parte posterior del presbiterio, un camarín con cúpula. Los paramentos y las vueltas están decorados con pinturas murales que, en algunos casos, se pueden datar en la posguerra. En la fachada aparece una configuración renovada; la portada barroca, mutilada en el cuerpo superior en el que se alberga la estatua del santo titular, pudo ser picada como consecuencia del gusto antibarroco para posteriormente ser sacada de nuevo a la luz en la siguiente intervención de la fachada. El interior se encuentra bastante intervenido. Pauta su arquitectura un orden de capitel compuesto, con un entablamento que acusa pilastras, típicamente barrocas. Entre ambos, hay un cuerpo central compuesto de contrafuertes de perfil rectangular. La iglesia cuenta con influencias del matemático y teólogo valenciano Tomás Vicent Tosca i Mascó, y en el interior conserva murales de Salvador Pallás Martínez y Salvador Gil Camarena, los cuales fueron encargados por Encarnación y Enrique Eres, vecinos de la localidad. Se trata de un Bien de Relevancia Local.En 1989 se realizaron algunos actos para conmemorar el VII Centenario de la construcción de la iglesia Primitiva.
- Cruz de Término (Creueta dels Germanells): Se encuentra en una encrucijada de caminos, probablemente vinculado al tránsito ramadero (Vereda Real de Segorbe). Su función además de la bendición del camino, está vinculada a la orientación del caminante. En la cruz, en dirección hacia Rafelbuñol, está incisa una inscripción en la que pone “RFAL-BUÑOL”, mientras que por la parte posterior, en el brazo de la cruz dirección norte se observa la inscripción “PUIG”, y en el sur una inscripción de difícil lectura. La cruz tiene un grabado con la fecha de 1607, que corresponde a los momentos previos a la expulsión de los moriscos y el arzobispado y virreinato de Juan de Ribera.
- Ayuntamiento viejo: El exterior muestra un edificio de una planta con un tejado a dos aguas y ningún elemento arquitectónico de relevancia. Según fuentes orales, que no se han podido contrastar, en el exterior existían unas arcadas que podrían enmarcar el edificio dentro de la tipología de las Lonjas comunales, especialmente protegidas por la Ley de Patrimonio Cultural Valenciano.

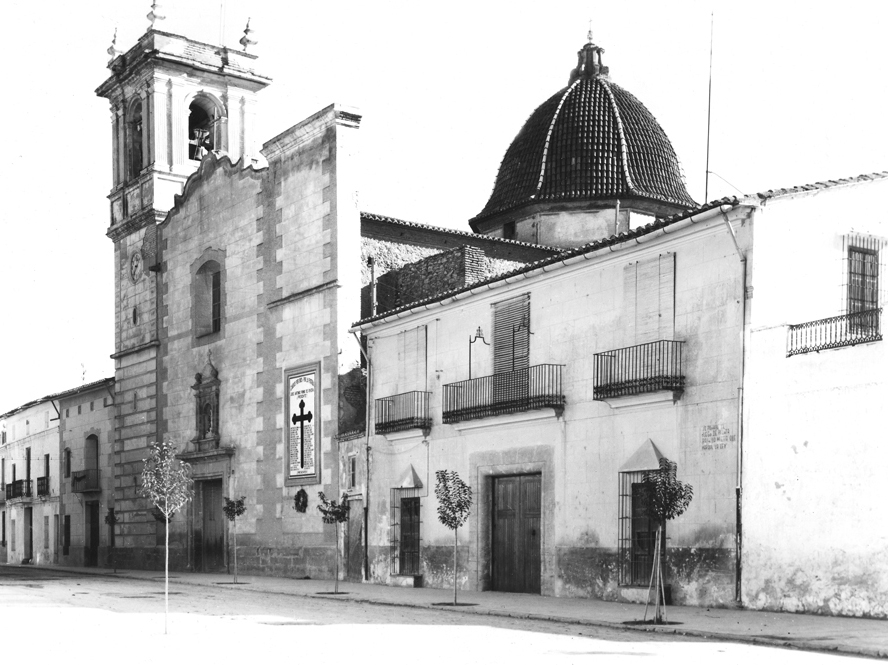
"Casa Vives"

- "Casa Vives""Casa Vives" (calle Mayor, 2): Vivienda singular de los siglos XVIII al XX, que posee una importancia clave en el entorno de la iglesia parroquial. Consta de dos plantas, jerarquizadas por tres ejes verticales compositivos. El central tiene el balcón principal y una portada de piedra calcárea. Los laterales, que dotan de simetría al edificio, muestran ventanas muy verticales en planta baja y un balcón en la primera planta. El jardín, que domina la esquina, es un referente urbano.
- “Casa dels Adrien” (Calle Magdalena, 34): Esta vivienda tiene una cronología indeterminada consecuencia de posibles reformas hechas y componentes antiguos recolocados. José Fenollosa la adscribe a los inicios del siglo XIX. El volumen principal forma un cuerpo de dos plantas en forma de U que genera un patio pequeño en el interior. Este patio está cerrado por un muro perforado con un arco de paso y vacíos laterales, que recuerdan a la arquitectura de los años 40 del pasado siglo y a algunas obras de D. Vicente Traver. En la parte trasera de la construcción existe un jardín con una vegetación de cierta densidad. Debajo de los balcones hay azulejos cerámicos, que parecen de la segunda mitad del siglo XVIII, con granadas y otras frutas que salen de una cornucopia. También hay un panel devocional de la Santísima Trinidad, catalogado como Bien de Interés Etnológico.
- "Casa Vila" (Calle Calvario, 8): La construcción albergaba una vivienda y un espacio productivo, una antigua Bodega de vino de moscatel para la fabricación de mistela. La existencia de un panel devocional en el interior indica la existencia de un Bien de Relevancia Local bajo la Ley de Patrimonio cultural Valenciano. Fue construida en el siglo XVIII por la familia Castellar Fenollosa. Se encuentra muy cerca de la iglesia parroquial del pueblo y con fácil salida al cruce de dos caminos, en el siglo XVIII carreteros (el antiguo camino a Náquera y el antiguo camino Real de Arriba), así pues, está alejada del futuro núcleo de centralización industrial creado a finales del siglo XIX en torno al recién construido Ferrocarril Económico de Grao-Valencia-Rafelbuñol. En la actualidad el edificio al perder su función Industrial se dividió en dos estructuras diferentes, la parte izquierda fue totalmente derruida construyéndose en su solar un bar, a la derecha quedó el edificio industrial, que aún conserva el aspecto de la última remodelación realizada seguramente en el último tercio del siglo XIX, "Edad de Oro" de la viticultura valenciana. En su fachada principal se construyó la vivienda de los dueños, produciéndose una separación espacial del ámbito humano y el edificio Industrial donde el cuerpo principal alberga la vivienda, la bodega se sitúa longitudinalmente a este y se accede desde la fachada, que presenta planta rectangular y un cunrimiento a dos aguas con crujía horizontal a la fachado principal que mira a la calle del Calvario n.º 11. Se encuentra en este recinto enclavado en el muro de salido al patio, un panel de azulejos del siglo XVIII con orla del XIX, testigo de la primera construcción, que representa a San Abdón y San Senén, santos protectores del campo y del mal que produce la piedra en este. A través de un recinto porticado, se accede a un patio y al recinto de la bodega. El patio está cerrado por el volumen de la casa y por los cuerpos de la edificación de las naves que conforman la bodega. El pórtico aún conserva a su mano izquierda un pozo a ras del suelo cuyo mecanismo compuesto por ruedas y poleas para la extracción de agua aún se conserva.

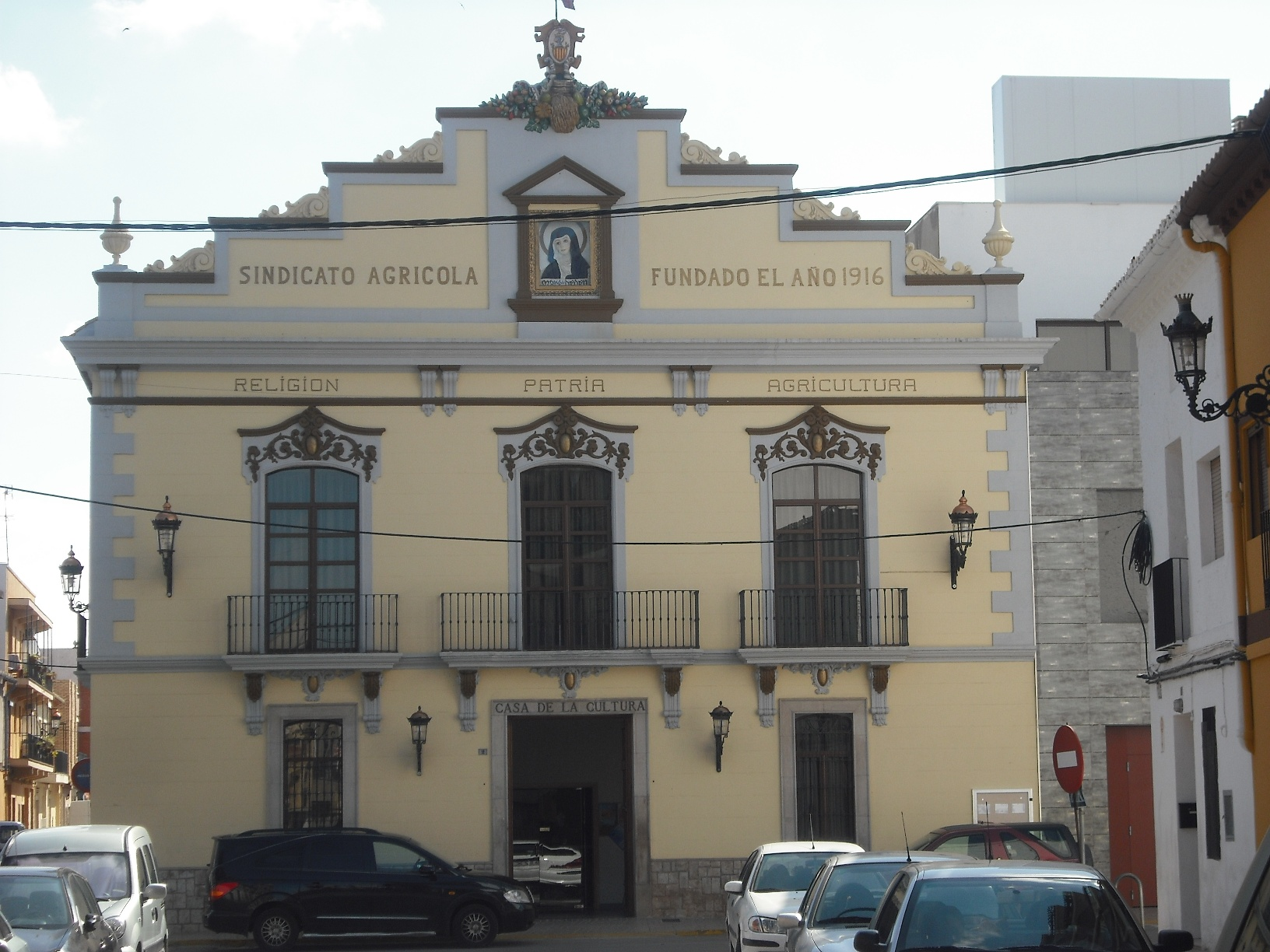
El Sindicato

- El Sindicato: En 1916 se constituye por primera vez en Rafelbuñol la organización del Sindicato Agrícola Católico, impulsado por el reverendo Juan Bautista Fenollosa Alcayna siguiendo las pautas marcadas por los sindicatos católicos cuya función era la de establecer un diálogo entre los patronos y los campesinos, componentes ambos estamentos de dicho sindicato, teniendo como mediadora a la Iglesia Católica. En septiembre de 1929 se inaugura la sede del mismo coincidiendo con el último día de las fiestas patronales (25 de septiembre). En los años anteriores a la configuración de la sede, el Sindicato solicitó acogerse a los beneficios fiscales otorgados por la Ley de Sindicatos Agrícolas (septiembre de 1917) e ingresó en la Federación Valenciana de Sindicatos Agrícolas tras ser reconocido el 19 de noviembre de 1918. En 1949, siendo alcalde José Iborra Fenollosa, fue comprado el edificio de la sede a FAQUIMSA (Fábricas Químicas S.A.), actualmente se desconoce el motivo por el cual ésta era la propietaria en el momento.[27][28][29] Ya en 1980 se inician las obras para transformarlo en la Casa de la Cultura del municipio, de manos del arquitecto José Sancho, y en la actualidad sigue albergando la Casa de la Cultura.[4] En el año 2000 el arquitecto Remigio Oltra llevó a cabo un proyecto de remodelación o creación, ya que a excepción de la fachada que se mantiene intacta, el resto fue totalmente cambiado. Se encuentra en la misma plaza que la iglesia y preside la calle Mayor de Rafelbunyol. El edificio no era de nueva planta ya que pasó a ocupar el solar de un antiguo almacén y bodega perteneciente a Pedro Eixarch. Con posterioridad a la construcción del sindicato, su enorme solar fue seccionado en su parte trasera y vendido para construir viviendas. De planta rectangular presenta en la fachada principal que da a la plaza, dos cuerpos bien diferenciados debido a su tratamiento decorativo, aunque existe una intención unificadora por el tratamiento del muro, zócalo e impostas. La fachada principal presenta una estética perteneciente al eclecticismo historicista. Un gran friso corrido recorre la fachada albergando la leyenda “Religión-Patria-Agricultura”. Una resaltada cornisa con molduras recorre todo el edificio, y en la parte principal le separa del frontón escalonado, elemento representativo del edificio. Aparece decorado con detalles historicistas y rematado en su parte central con una composición escultórica que presenta una cartela central, franqueada por signos novecentistas referentes a la prosperidad y a la abundancia, en este caso del campo (el vellocino de oro en su parte central, y limones y naranjas a ambos lados). El tímpano del frontón aparece la leyenda “Sindicato Agrícola Fundado en el año 1916” y un panel cerámico de la Virgen del Milagro enmarcado debajo de un frontón triangular que refuerza la centralización buscada de la fachada y el ritmo vertical central. A finales del siglo XX sufre reformas para adecuarlo a nuevas necesidades sociales. Su interior fue completamente reformado para colocar el “hogar-social” para los jubilados, actualmente trasladado, quedando el recinto como un bar que presenta la disposición en planta salón con una barra de bar. La fachada se mantiene prácticamente igual que cuando se construyó. Actualmente la parte interior ha sido derrocada, manteniendo la fachada, debido a que el edificio sufría de aluminosis grave y requería su demolición para ser reconstruido.
- Casa del Canonge: Fue construida a mitad del siglo XVII. Fue mandada construir por el Canónigo Magistral y catedrático de Derecho, el Doctor Pedro Jaime Gil Dolz y Benavent, quien fue Decano de la Universidad de Valencia y ejercía como procurador en el municipio. El edificio tiene un cuerpo principal con una longitud de fachada excepcional (más de 22 m) y una altura notable (11,50 m aproximadamente). Se compone de tres niveles. Algunas características identifican esta arquitectura como barroca y preacadémica, como es la existencia de una importante asimetría, como consecuencia del uso del método de composición que sitúa un balcón sobre las puertas de acceso. La fachada muestra dos puertas de acceso, cuestión que se aprecia en algún edificio antiguo más de Rafelbuñol, y que posiblemente se relaciona con la existencia de un acceso para el servicio en la fachada principal. Los vacíos, con las características lindes en forma de arco rebajado, se organizan según ejes verticales y solo algunos vacíos, de carácter seguramente utilitario, que rompen esta uniformidad. Los remates como revestimientos y carpintería parecen modernos. Actualmente mantiene el carácter señorial gracias a los esfuerzos de restauración realizados por los herederos del primitivo propietario.[30] Popularmente ha sido apodada la "Casa de la Olivera" por la existencia de uno de estos árboles centenarios frente a la entrada del edificio.

#### Arqueología
- Yacimiento arqueológico dels Germanells: Su adscripción cultural es la del poblado de la Edad del Bronce. Se encuentra en el término municipal de Rafelbunyol, a unos 4 kilómetros del núcleo principal, en los montículos de Els Germanells. Este yacimiento limita al sur con el término municipal de Massamagrell y tiene un tamaño pequeño (43 m de longitud y 18 m de anchura en la parte más ancha). Su posición es estratégica gracias a su amplio dominio visual del terreno y el aprovechamiento de recursos del entorno.[4]
- Blanc de Columbro: Se trataba de una villa rústica donde se han encontrado abundantes fragmentos de dolia y un capitel toscamente labrado en piedra de Sagunto. Se desconoce su ubicación concreta aunque se han realizado algunas prospecciones de las cuales se han obtenido algunos fragmentos de época romana.

#### Etnología
- Retablo Cerámico de San Antonio Abad del siglo XIX. Se sitúa en la calle San Antonio, 3.
- Retablo Cerámico de la Trinidad en la "Casa dels Adrien".

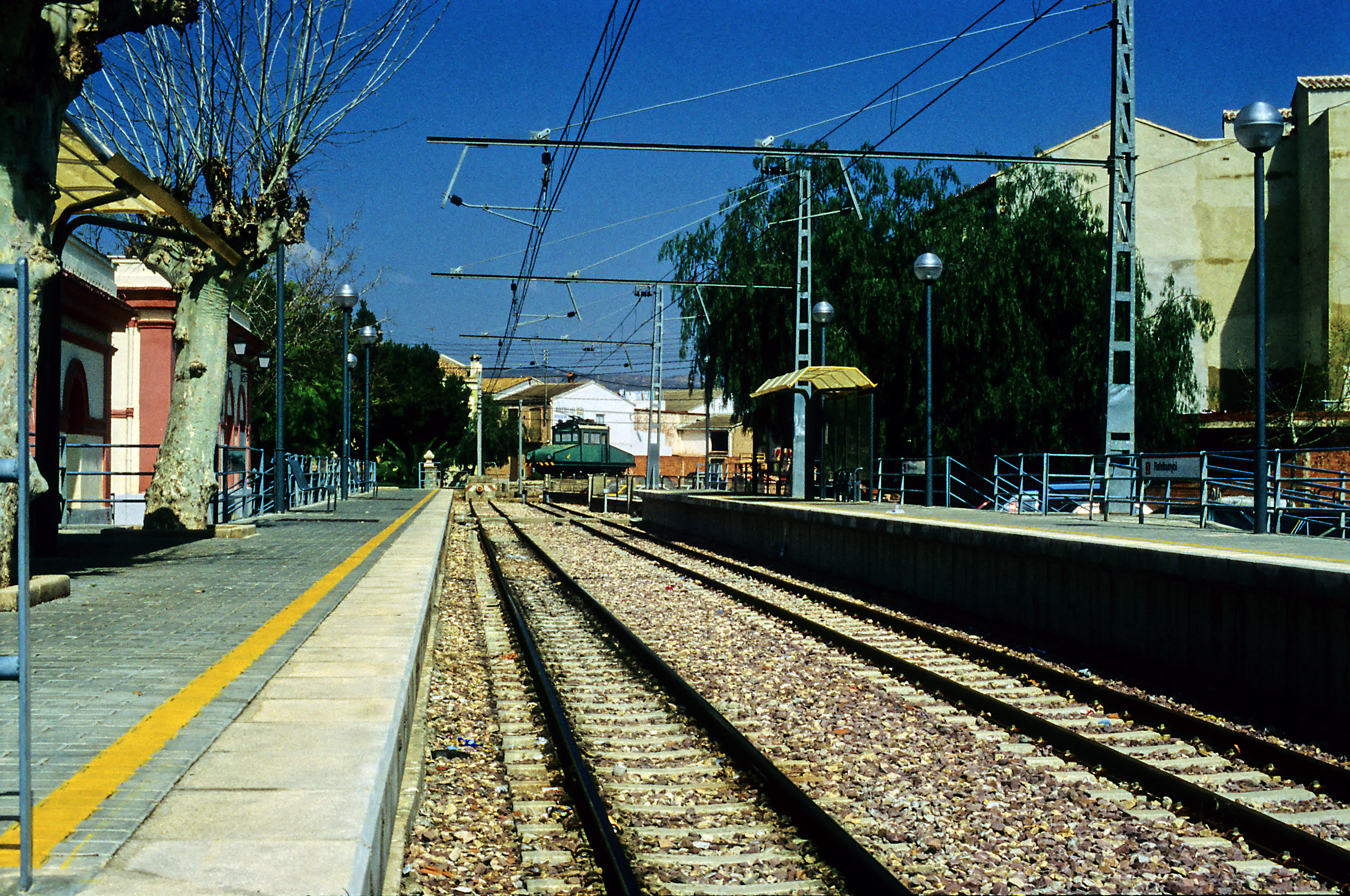
Estación de metro

- Estación de metroEstación de metro de Rafelbuñol: El 16 de enero de 1885 se constituye la Sociedad Valenciana de Tranvías (SVT) y ferrocarriles económicos, presidida por el marqués de Colominas. En 1889 se proyecta esta sociedad construir una vía férrea, que enlazara la capital con el puerto del Grao de Valencia a Bétera y Rafelbuñol, considerando su prolongación hasta Aragón en tiempos posteriores. El tendido férreo de un ferrocarril económico a Rafelbuñol, es proyectado para atender el numeroso tráfico de mercancías y viajeros. Mercancías que circulaban gracias al comercio exportador desde la huerta al puerto del Grao y que con el nuevo tendido su comercio adquirirá mayor rapidez y economía, permitiendo a la vez que los trenes faciliten la entrada de pescado a precio más económico de la costa al Interior. En segundo lugar, buscaba atender el numeroso tráfico de viajeros y sobre todo veraneantes que provenientes de la capital tienen una segunda vivienda en esta población (ej. La familia Climent). Una vez construido el trayecto hasta Rafelbuñol e inaugurada su estación el 18 de noviembre de 1893, se creará una nueva localización del espacio industrial alrededor de este, vinculada estrechamente a la búsqueda de mayor ganancia. En la actualidad el tendido ferroviario ha pasado a pertenecer a la Generalidad Valenciana con el nombre de FGV. El complejo que forma la estación del ferrocarril está compuesto por tres edificios de planta exenta, un ferrocarril, dos vías y dos andenes. En el núcleo de la estación existen dos edificios situados en paralelo a las vías; el edificio de la estación o de viajeros y el edificio almacén o muelle de mercancías, ambos fueron reformados por la empresa COMSA en 1995. El primero presenta una planta exenta rectangular con una impronta clasicista y una unidad estilística en cuanto a los edificios situados en el mismo recorrido. Presenta un alzado de una sola planta y cubierta a cuatro vertientes con teja denominada moruna. Sus muros presentan un revoco y una mano de pintura con la alternancia de los colores beige y marrón teja. Presenta un zócalo que rodea sus paramentos exteriores, y fachadas principales a dos caras la que mira a la estación y la situada posteriormente que mira a la calle. En la fachada al andén se colocó una placa cerámica con la siguiente leyenda "Primer centenario del trenet. El viernes 18 de noviembre de 1893, jueves 18 de noviembre de 1993". Las fachadas laterales presentan una ordenación unitaria con las principales mediante las pilastras, impostas y zócalo del que surge su único vano adintelado y enrejado que también aparece recercado por la moldura de medio punto. El interior está dispuesto en dos dependencias distintas separadas por un tabique, a la derecha como se aprecia en el plano están situadas las dependencias de los trabajadores (taquillas, salita, sala del jefe de estación) a la izquierda mirando desde las vías se encuentra la sala de viajeros o de espera, planta que sirve de comunicación y corredor de las dos puertas del edificio. El segundo edificio se encuentra situado de forma exenta junto al primero y presenta una planta rectangular de menores dimensiones. Está destinado a almacén (muelle de mercancías). Frente a ambos edificios se sitúa el andén principal el segundo presenta una marquesina y permite el acceso a la segunda vía.

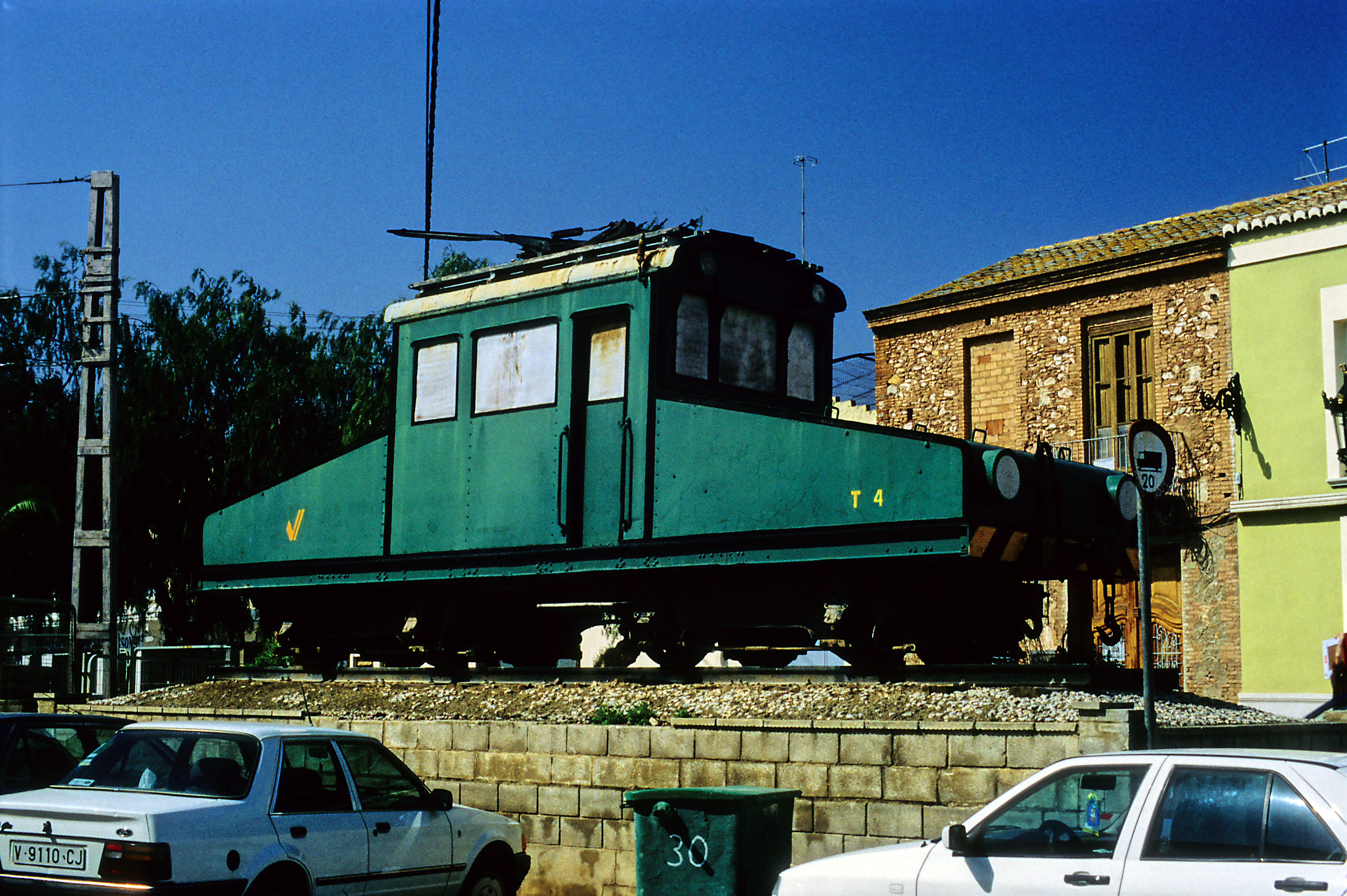
"El trenet"

- "El trenet"Tractor Ctfv-Feve T4 Tanque o Cocodrilo (El Trenet): Fue construido en 1932, y monumentalizado en 1983. Fue construido por Devís S.A. Responde al tipo de locomotora boite a sel, más conocidas como cocodrilos por el diseño y características de su caja. Eran también apodadas tanques. Se pueden observar algunas inscripciones como la placa del constructor a los pies de las puertas de acceso, pintado en los laterales FEVE T4 con un anagrama de la empresa (actualmente luce el de FGV), marcas AHV FS en los bastidores que indican la procedencia de trozos de perfil utilizados para la reparación de accidentes, fabricados en los Altos Hornos de Sagunto, y 202-203, marcados en los carretones. Fue utilizado para maniobras y trenes de mantenimiento y mercadería en las líneas de Valencia a Liria, Bétera, Rafelbuñol y el Grao hasta su retirada en 1981-82.
- Mas del Coronel o Masía de San Enrique: La Masía de San Enrique o Mas del Coronel está orientada hacia el sureste. En ella se encuentran dos edificios separados por una simple pared: la vivienda del casser, que es la propiamente rural, y el chalet de els senyorets. La casa del casser consta de la vivienda para el encargado de cuidar la finca todo el año, con corral, establo, etc. El chalet es una edificación de residencia secundaria ya que sólo se utiliza algún fin de semana y durante el verano. Externamente llama la atención porque destaca sobre la vivienda del casser que parece oculta por los árboles. El chalet es cuadrangular, como cubierta tiene terraza a diferencia de la vivienda del casser que es de teja de tipo árabe a dos vertientes. En la terraza destaca una pequeña torrecilla que debió servir como observatorio meteorológico hasta 1974, año en que el casser cayó enfermo y dejaron de practicarse las observaciones meteorológicas que desde allí se enviaban al Observatorio Meteorológico de Levante. El chalet está pintado de un color blanco amarillento con los adornos pintados de color rojo. Está construido a base de adobo recubierto con una capa de yeso a su vez pintada con los colores mencionados. Consta de dos plantas y terraza. A la planta baja, elevada un metro sobre el terreno, se accede por una pequeña escalera que nos hace llegar a un pórtico que forma una pequeña terraza donde suele hacerse la vida diaria. En esta primera planta se encuentra la cocina, la chimenea, etc., mientras que en la segunda, están los dormitorios.
- Real Acequia de Moncada: siglo X-XI.
- Yacimientos de la Línea Inmediata o Línea de trincheras El Puig-Carasoles: En 1938, en relación con la Batalla de Levante, el gobierno de guerra nombró al general José Miaja Menant Superior de la zona militar de Valencia. Este elaboró un plan estratégico basado en la línea Maginot francesa (construida entre 1929 y 1931) para defender Valencia del avance de las tropas golpistas. Dentro de este plan estratégico se encuadra la línea de trincheras de Puig-Carasoles, configurada por kilómetros de trincheras y búnkeres construidos en las localidades de El Puig, Rafelbuñol, Náquera, Bétera, Moncada, Paterna y Ribarroja del Turia. Esta zona no llegó a entrar en combate. Las estructuras que se conservan en mayor número en Rafelbunyol tienen planta cuadrada, y por la falta de estudios más exhaustivos, se considera que estas construcciones podrían poseer las funciones de nido de ametralladora. Han perdido todas sus cubiertas (por destrucción al término de la Guerra Civil o por espolio del hierro que pudieran contener) y solo quedan los restos de los muros perimetrales de cerramiento. La mayoría están fabricados en hormigón. En la zona del Barranco del Cabezo Bordo existen un total de 4 nidos de ametralladora o búnker conservados, mientras que en la zona de la vertiente norte de Els Germanells hay dos cuevas y tres búnkeres conservados, así como una trinchera de 0,7 a 1 m de ancho y de profundidad variable y de cientos de kilómetros, de los que actualmente solo se conservan unos pocos, como consecuencia de la transformación agrícola de la zona. Además, cabe destacar que este centro fortificado se encuentra en las cercanías del yacimiento de la Edad del Bronce.[31][32] En estos momentos se está iniciando un proceso de revalorización de los bienes patrimoniales de la guerra civil española y se han iniciado algunos proyectos para el estudio y puesta en valor de los mismos, en los que está participando el Ayuntamiento de Rafelbuñol de forma activa.[33]

### Sociedad Musical La Primitiva de Rafelbuñol

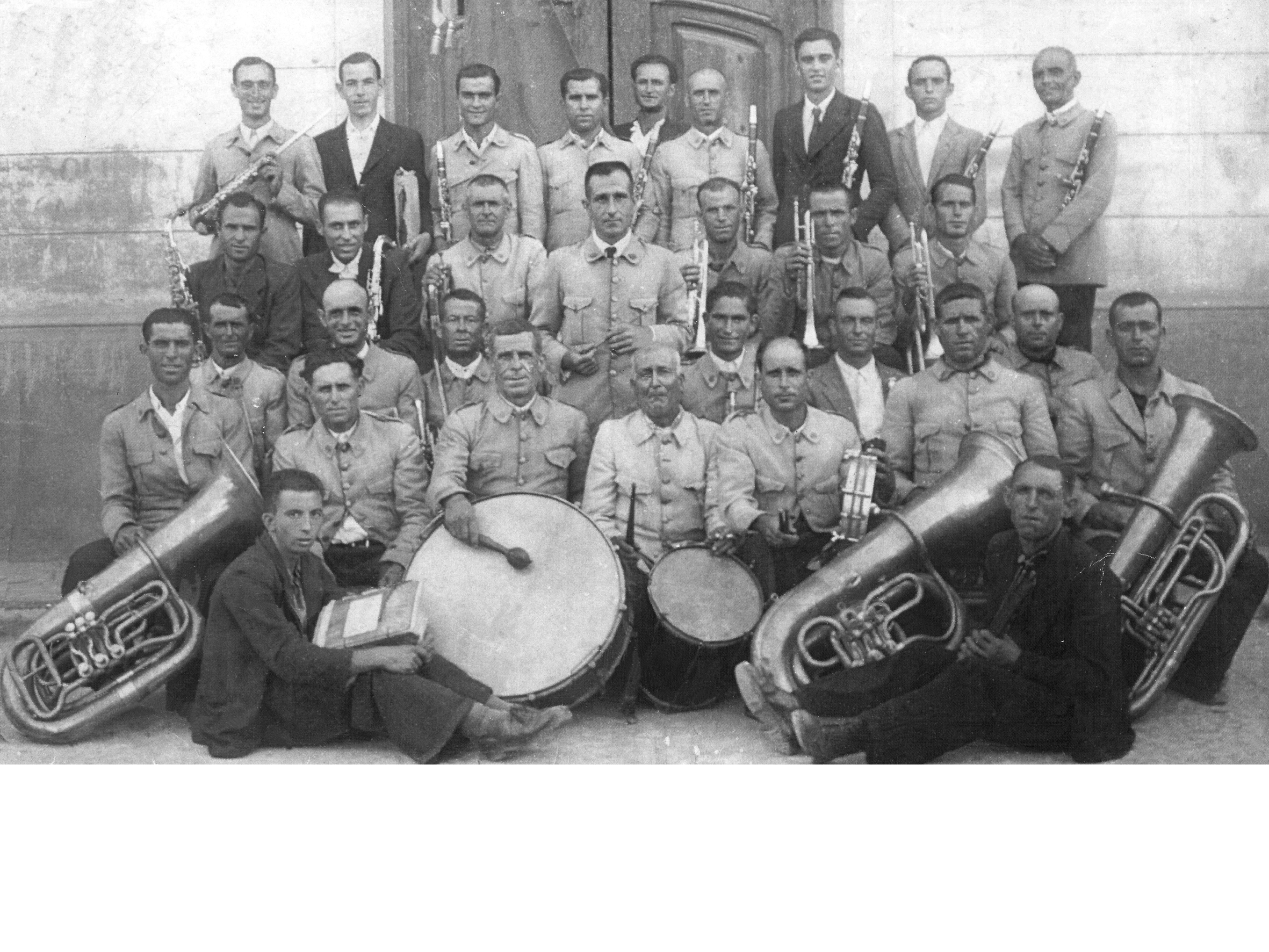
Banda de Música, 1941

Fundada en 1862 por Ramón Llopis Rivera, continúa el trabajo su hijo (Ramón Llopis Fenollosa) y después sus nietos, Ramón Llopis Hernándiz y el maestro José María Llopis Hernándiz. En 1940 la banda ya contaba con 50 músicos y en 1975 formaba parte de la Federación de Sociedades Musicales de la Comunidad Valenciana (FSMCV). En 1976, de mano del director de la banda Jesús Juan Oriola, la banda se presentó al II y III Certamen Provincial de Bandas Civiles, momento en el que la banda estaba conformada por 44 miembros y 52 educandos, de los cuales solo 15 tenían instrumento. En el verano de 1977 la Banda realizó una gira de pasacalles y conciertos en Galicia y participó en el IV Concurso Provincial de Bandas Civiles, celebrado en Foyos, donde obtuvo el Tercer Premio. El año siguiente la banda participó en el Certamen Musical de Bandas de Música celebrado en la plaza de toros de Valencia, donde obtuvo el Cuarto Premio. El 14 de septiembre de 1981 se realizó el III Festival de Bandas de Música en Rafelbuñol, patrocinado por el Ayuntamiento. El 9 de octubre de 1982 participó en el Festival de Bandas de Música de la Comarca del Campo de Murviedro y el 8 de septiembre de 1985 se celebró de nuevo el Festival de Bandas en la plaza de la Purísima de Rafelbuñol, en el que participaron las bandas de Alfara, Náquera, Faura y Rafelbuñol.
En la actualidad la Sociedad está presidida por Jesús Castellar Garcerá y cuenta con 600 socios, 350 alumnos y 33 profesores, y está dirigida por Jesús Orón García. Desde 2003 dirige la Banda Sinfónica Ángel Martínez Escutia. Además, cuenta con varias agrupaciones más, como son la banda juvenil, la banda infantil, la orquesta de cuerda, el conjunto de metales, el Coro de la Sociedad y diversos grupos de cámara.
Premios obtenidos por la Banda Sinfónica de la Sociedad Musical
- 1945: Premio CIFESA
- 1982: Segundo Premio Segunda Sección en el Certamen de la Exma. Diputación Provincial de Valencia
- 1989: Segundo Premio Segunda Sección en el Certamen de la Diputación Provincial de Valencia
- 1996: Segundo Premio Segunda Sección en el Certamen Internacional de Bandas de Música Ciudad de Valencia y Tercer Premio Certamen del Real Club Náutico de Valencia
- 2004: Primer Premio y Mención de Honor de la Sección Tercera en el Certamen Internacional de Bandas de Música Ciudad de Valencia
- 2005: Primer Premio y Mención de Honor Segunda Sección en el Certamen Provincial, y Primer Premio y Mención de Honor Segunda Sección en el Certamen de la Comunidad Valenciana
- 2007: Segundo Premio Segunda Sección en el CXXI Certamen Internacional de Bandas de Música Ciudad de Valencia
- 2009: Primer Premio Primera Sección en el Certamen de la Diputación Provincial
- 2010: Primer Premio Primera Sección en el Certamen Internacional de Bandas de Música Ciudad de Valencia
- 2012: Primer Premio y Mención de Honor Primera Sección en el Certamen de la Diputación Provincial de València, y Primer Premio y Mención de Honor Primera Sección en el Certamen de la Comunidad Valenciana.Auditorio de Rafelbuñol

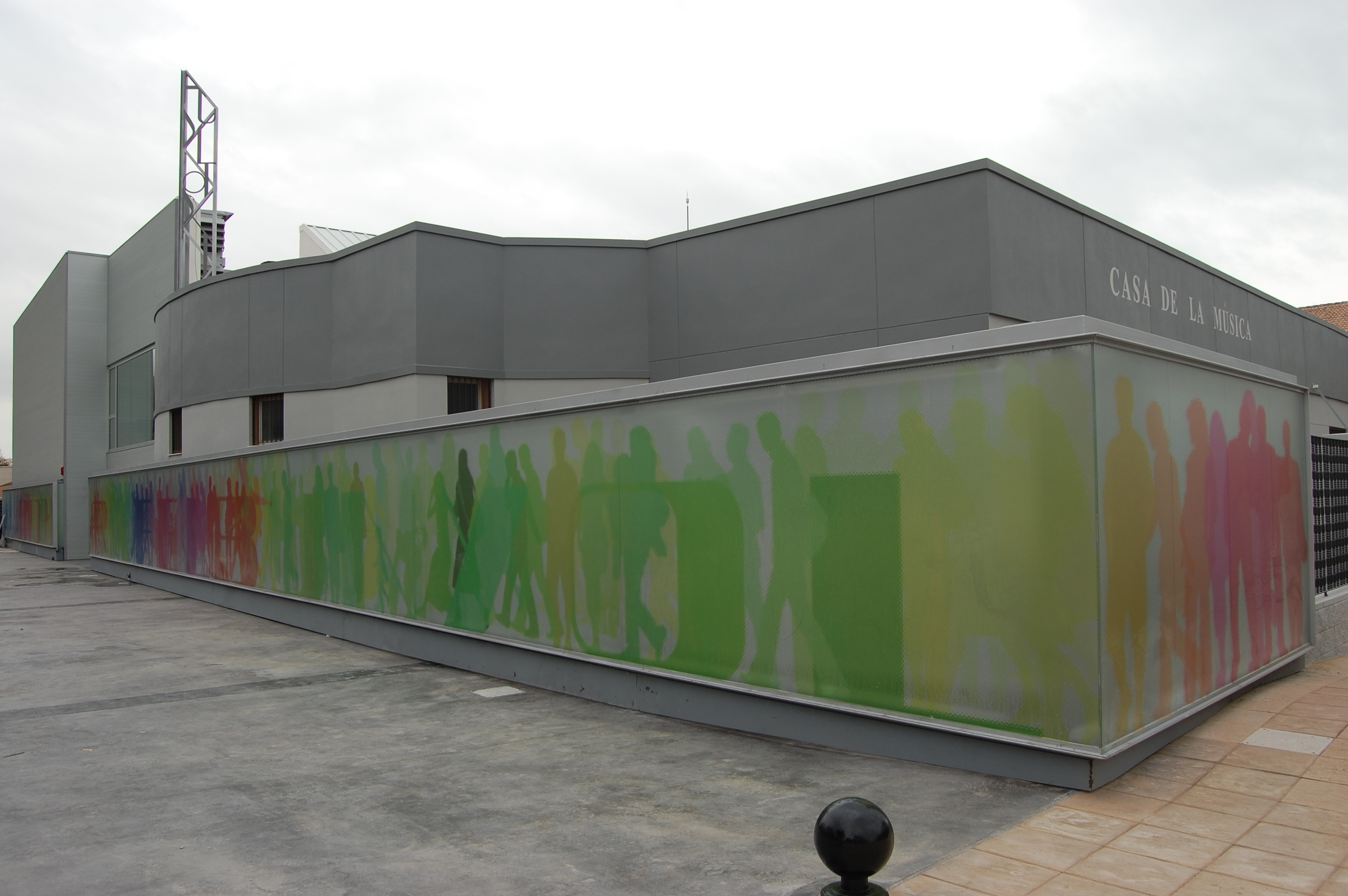
Auditorio de Rafelbuñol

- 2015: Primer Premio Sección Especial en el XXXIX Certamen Provincial de Bandas de Música de Valencia.
- 2017: Primer Premio Sección Primera en el 131 Certamen Internacional de Bandas de Música "Ciudad de Valencia"

### Auditorio municipal
Inaugurado el 14 de marzo de 2011. Tiene capacidad para más de 420 personas, repartidas en 300 localidades en la platea y un anfiteatro de 120 localidades. El escenario cuenta con una capacidad para agrupaciones de más de 100 músicos y además cuenta con paneles móviles especiales para la realización de conciertos de cámara. Además, en su interior cuenta con aulas para el refuerzo y, debido a la cercanía de la Casa de la Música (edificio adyacente), también dispone de sus aulas. En este edificio se realizan de manera periódica conciertos y recitales.

### Fiestas

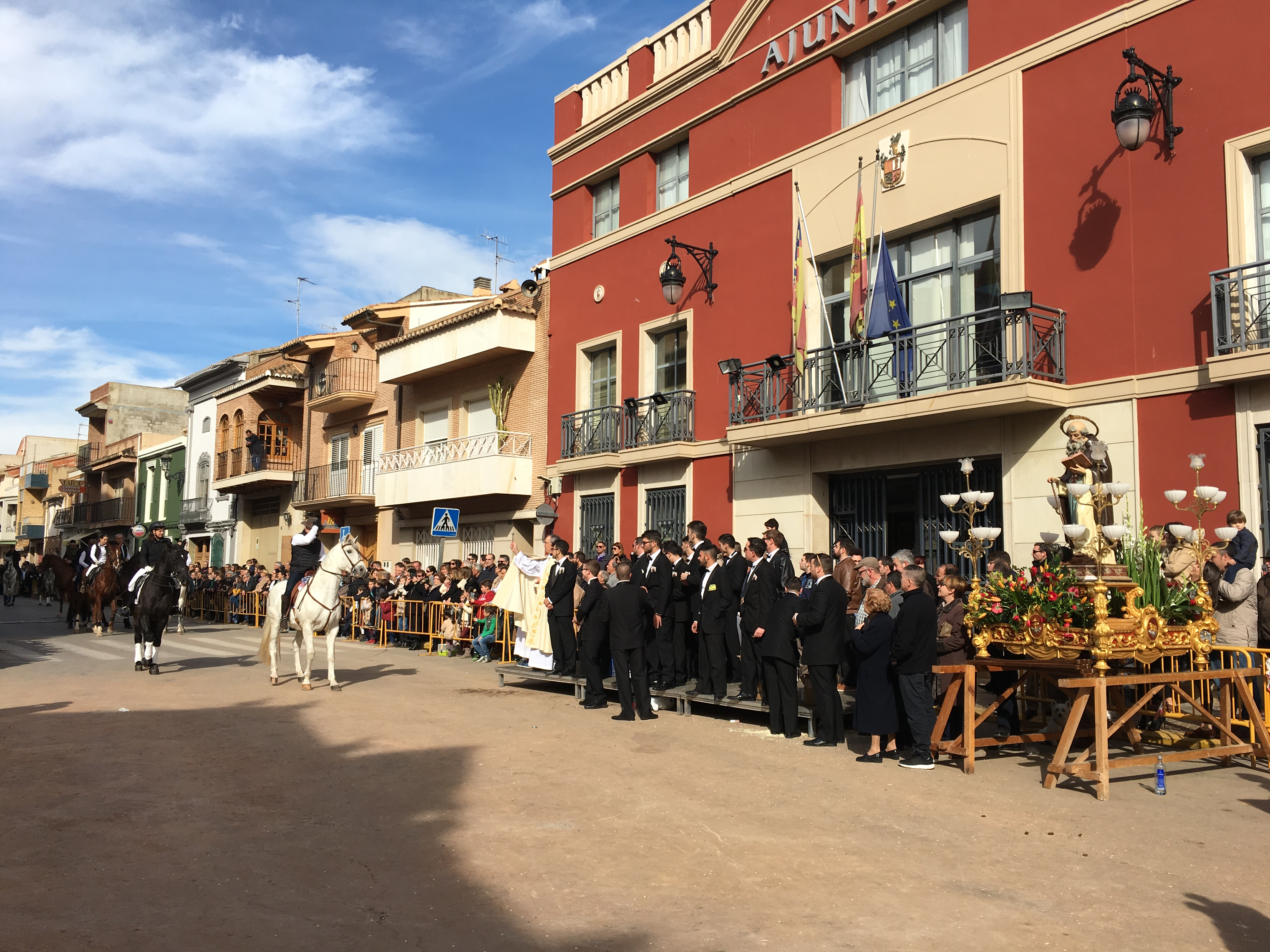
Bendición de los animales

- Bendición de los animalesSan Antonio Abad: Se celebra el fin de semana más próximo al 17 de enero con actos tradicionales como la "plantada de la hoguera de San Antonio" (plantà de la foguera a Sant Antoni), "quema de la hoguera" (cremà de la foguera), "fuegos de artificio" (coetà) y la cena popular. Al día siguiente se procede a la bendición de los animales.
- Fiestas patronales: Se celebran en honor de los Santos de la Piedra y Virgen del Milagro el segundo domingo de septiembre.[4] A partir del año 1979 el fin de semana previo se celebra también la festividad de la Inmaculada Concepción, en la que participan las clavariesas de la Virgen, las cuales sustituyen los actos anteriormente realizados por la reina de las fiestas y su corte de honor, y que cesan en 1977.

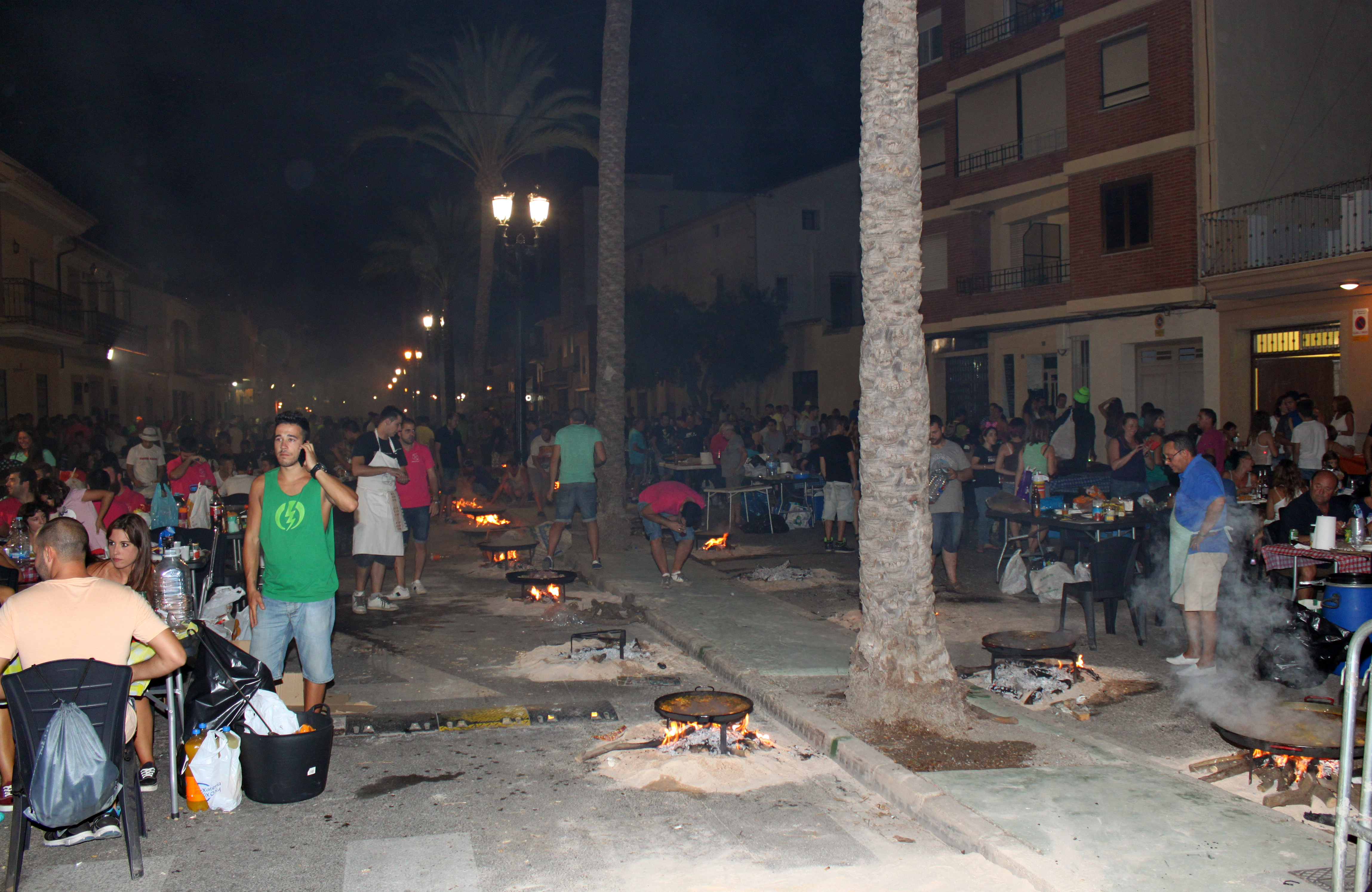
Noche de la Paella Valenciana

- Noche de la Paella ValencianaFiestas populares: Se celebran a inicios de septiembre, coincidiendo con la celebración de las fiestas patronales. Hasta 1983 carecían de un programa cerrado, y era una asociación juvenil del municipio la que se encargaba de organizarla, sin embargo, a partir de 1983 se municipaliza la organización de las mismas y adquiere un aspecto semejante al actual: Día de los mayores, Noche de la Paella Valenciana, Día del niño, Cena popular y Noche del Baile de Disfraces.
- Fallas: Eeiste una Comisión Fallera, El Tabalet, que se encarga de organizar la fiesta desde 1993. En el año 2018 se ha celebrado el 25 aniversario de esta comisión
- Semana Santa: la Cofradía del Cristo de la Caridad es una hermandad que procesionó por primera vez en 1987 y que actualmente realiza sus actos en la localidad
- Virgen de Agosto
- Disfraces

### Patrones

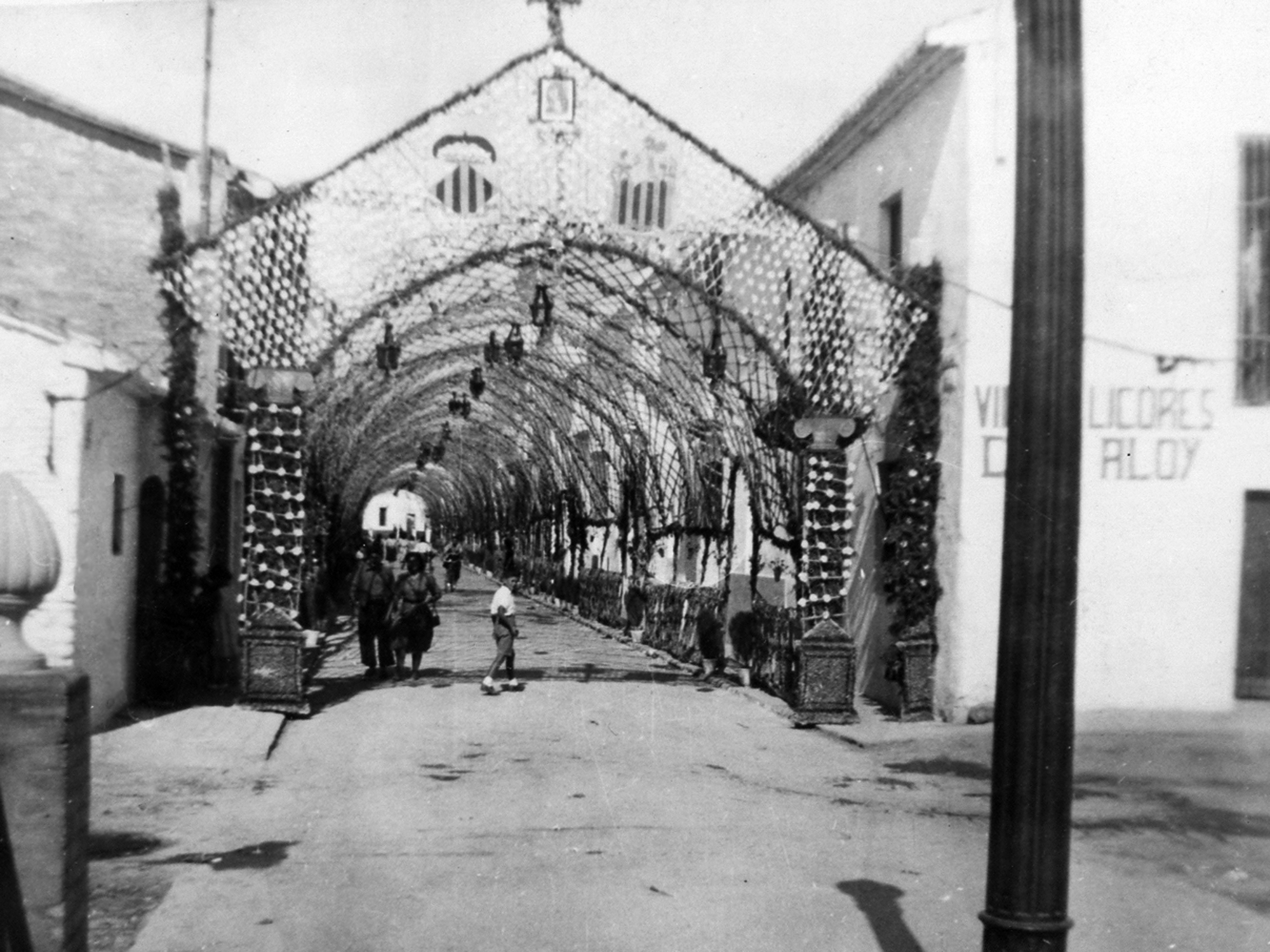
Proclamación "Virgen del Milagro" como patrona de Rafelbunyol (1953)

- Santos Abdón y Senén: el 30 de julio se celebra la festividad en honor de los patrones del pueblo, popularmente conocidos como los "Santos de la piedra". Estos santos de origen persa fueron adoptados por la Iglesia de Occidente, y en el ámbito valenciano son venerados como los patrones de la agricultura, ya que se cree que estos protegen los cultivos y los campos del granizo y otras catástrofes medioambientales, de ahí su nombre popular. Su patronato deriva de la enorme importancia que tuvo la agricultura para la economía de la localidad.[36]
- Virgen del Milagro: el 19 de abril se celebra la festividad en honor de la patrona. Fue proclamada en 1953 patrona de Rafebunyol de manos del Papa Pío XII. La devoción a esta virgen fue introducida por Don Manuel Eixarch, señor de Rafelbunyol y casado con su sobrina, de apellido Corella, señores de Cocentaina, de donde es patrona esta virgen y donde se documenta que se produjo el milagro del que recibe el nombre, que según el sacerdote Onofre Satorre, cuando terminaba de celebrar la misa alzó la vista y vio como la virgen del cuadro derramaba lo que parecían 27 lágrimas de sangre.[36]

san paco

### Gastronomía
Entre los platos típicos de la localidad destacan la Caldera (arròs amb fesols i naps, arroz con judías y nabos), paella de receta tradicional (con conejo y pollo) y el arroz al horno. Entre la repostería tradicional sobresalen los almendrados, el rosigón, la coca de nueces y pasas (coca amb anous i panses), la torta Cristina, los cocotets, entre otros.[cita requerida]